# 查之屏
查之屏（?—?），安徽省寧國府涇縣人，清朝政治人物、同進士出身。
光緒三年（1877年），参加丁丑科殿試，登進士三甲第44名。同年五月，經吏部掣簽，授即用知縣。